# Yunnanboszanger
De Yunnanboszanger (Phylloscopus forresti) is een zangvogel uit de familie Phylloscopidae.

## Verspreiding en leefgebied
Deze soort komt voor in de bergen van het zuidelijke deel van Centraal-China.